# Radisson (Wisconsin)
Radisson – miasto w Stanach Zjednoczonych, w stanie Wisconsin, w hrabstwie Sawyer.